# Royal African Company
Die Royal African Company (RAC) (englisch für Königlich Afrikanische Gesellschaft) wurde 1671 als Handelskompanie für den britischen Handel in Westafrika und Westindien gegründet und mit einem entsprechenden königlichen Monopolpatent ausgestattet, welches unter dem Großsiegel von England das Datum 27. September 1672 trägt. Die Royal African Company existierte bis zum 10. April 1752.

## Geschichte
Die Royal African Company war die Nachfolgegesellschaft der Company of Royal Adventurers of England Trading to Africa, die im Jahr 1668 ihren Bankrott erklärt und die Freibriefe für den Westafrikahandel an die Krone zurückgegeben hatte. Um die britische Präsenz in Westafrika nicht zu gefährden, war in der Übergangszeit bis zur Bildung einer neuen Gesellschaft der Westafrikahandel an die Gambia Adventurers verpachtet worden.
Zu den Gründungsmitgliedern der Royal African Company gehörten auch zahlreiche Mitglieder der Crispe-Familie, wie zum Beispiel John und Thomas Crispe, Edward Crispe, und Nicholas Crispe der Jüngere. Die neuen Patentinhaber bauten die englischen Etablissements auf der Goldküste weiter aus und bauten neue, von wo aus man der holländischen Westindien-Kompanie besser Widerstand leisten konnte, da zu jener Zeit Krieg in Europa herrschte. Aber auch nach Einstellung der Kampfhandlungen in Europa misstrauten sich die holländischen und britischen Vertreter auf der Guineaküste.
Englische (britische) Etablissements in Westafrika existierten damals am Gambia, in Sierra Leone, auf der Goldküste und der Sklavenküste. Der Handel in Westafrika konzentrierte sich in jener Zeit vornehmlich auf den Sklavenhandel sowie den Export von Rotholz (Sierra Leone), Gold, Elfenbein und Gewürze. Besonders nachdem im Frieden von Utrecht (11. April 1714) der Asiento de negros als Kriegsentschädigung von Frankreich an Großbritannien übergegangen war, stand der Sklavenhandel im Vordergrund. Mit dem Asiento verpflichtete sich Seine Britische Majestät, für den Zeitraum von 30 Jahren 144.000 pièces d'Inde beiderlei Geschlechts in die spanischen Kolonien in Amerika zu liefern. Seitens Großbritanniens wurde der Asiento de negros jedoch massiv missbraucht, indem es Schleichhandel duldete und förderte. Damit wurde die für gelieferte Sklaven an den spanischen König zu entrichtende Steuer umgangen. Dies war auch eine der Ursachen für den Ausbruch des britisch-spanischen Krieges im Jahre 1739, der letzten Endes den Ruin für die Royal African Company einläutete.
Besonders ertragreiche Jahre für den Sklavenhandel waren die ersten Jahre der 1680er Zeit, als die etwa seit 1630 andauernde allgemeine Trockenheit in der Sahara und den westlichen Savannengebieten einen erneuten Höhepunkt erreichte. Dies führte zu einer Hungersnot im gesamten westafrikanischen Raum südlich der Sahara, von der Senegalmündung über dem Nigerbogen bis hinunter zur Gold- und Sklavenküste. Zahlreiche Afrikaner verkauften sich freiwillig in die Sklaverei, um etwas zu essen zu bekommen. Waren im Zeitraum von 1651 bis 1675 insgesamt von Portugiesen, Engländer, Holländer und Franzosen zusammengenommen aus Westafrika nördlich von Angola offiziell 371.200 Sklaven ausgeführt worden (im arithmetischen Mittel 14.848 Menschen pro Jahr), waren es zwischen 1676 und 1700: 618.900 (24.756 pro Jahr) und im Zeitraum von 1701 bis 1710: 312.200 Sklaven (31.220 pro Jahr).
Allerdings war der englische Handel in Westafrika durch den englisch-holländischen Krieg in den 1680er Jahren weitestgehend gelähmt und lag zu Beginn der 1690er auf der Guineaküste völlig am Boden. Der englische Faktor in Whydah, Petley Weyborne, sah sich sogar gezwungen, einen der sonst bitter bekämpften Lordenträger als seinen Agenten auf Whydah zu beschäftigen, da andere Leute nicht mehr zu bekommen waren. Dieser hatte hinreichende Kenntnisse der Küste und der Märkte östlich von Cape Coast und Accra. Obwohl offiziell als Agent angestellt, zeigte er jedoch wenig Engagement. Dies führte dazu, dass die Kapitäne der wenigen englischen Company-Schiffe, welche vor Whydah Anker warfen, zunehmend selbst mit den einheimischen Sklavenhändlern verhandelten, wobei eine Kommissionszahlung von vier auf hundert Sklaven zugunsten des Kapitäns und zum Schaden der Company das übliche Maß war.
Im Jahre 1697 befasste sich das englische Parlament mit dem Handel in Afrika und hielt es für angebracht, für eine weitere Vergrößerung und Verbesserung desselben den Handel für alle Untertanen Seiner Majestät zu öffnen. Dies sollte für die Dauer von 13 Jahren, vom Ende der nächsten Parlamentssitzung an gerechnet, geschehen. Daneben erachtete das Parlament es aber auch für notwendig, dass die zahlreichen Forts, welche die Royal African Company an der westafrikanischen Küste unterhielt, auch zur Sicherung und besseren Durchführung des besagten Handels in Zukunft erhalten werden sollten. Daher wurde für den genannten Zeitraum ein Zoll auf alle nach Afrika ausgeführten Waren in Höhe von zehn Prozent des Warenwertes „ad valorem“ erhoben – versichert und bezahlt an die RAC zum Erhalt ihrer Forts. Diese Regelung war vom 24. Juni 1698 bis zum 24. Juni 1712 in Kraft. Kapitäne und Händler, die sich auf dieser Grundlage am Westafrikahandel beteiligten, nannte man daher auch „Zehnprozentmänner“ oder „Zehnprozenthändler“.
Ein Erfolg war das nicht, wozu sicherlich der Ausbruch des Spanischen Erbfolgekrieges in Europa nicht unwesentlich beigetragen haben dürfte, aber wenigstens ersetzte die Zentprozent-Abgabe bei der RAC einen Teil der Aufwendungen. Der Unterhalt der Forts kostete damals im Durchschnitt 20.000 £/Jahr, was theoretisch in 14 Jahren eine Summe von 280.000 £ ergibt. Der im gleichen Zeitraum von den „Zehnprozenthändlern“ bezahlte Zoll betrug 73.585 £ + 10 s. + 6½ d. Die zehnprozentige Steuer auf Company-eigene Exporte erbrachte im gleichen Zeitraum 36.387 £ + 13 s. + 1½ d. Der Zeitraum der Gültigkeit dieser Regelung wurde mit ihrem Auslaufen nicht verlängert. Der Handel blieb aber auch nach 1712 weiterhin offen, wie er es unter der Autorität des 10 %-Gesetzes gewesen war, alle Untertanen Seiner Britischen Majestät konnten seitdem frei und offen in allen Teilen Afrikas Handel treiben.
Im Jahre 1730 richtete die Gesellschaft eine Petition an das Parlament, in der sie erklärte, dass sie zur Erhaltung der Forts und der Sicherung des Handels mehr Einnahmen benötige, als sie im jetzigen Zustand erwirtschaften könne. Das Parlament bewilligte daraufhin eine jährliche Zahlung von 10.000 £ aus dem Staatshaushalt zum Unterhalt der Forts und sonstiger Niederlassungen. Diese Summe wurde jährlich gezahlt, mit Ausnahme einer zwei- bis dreijährigen Unterbrechung.
Die Royal African Company bestand bis zum 10. April 1752, nachdem ihr im Jahre 1751 durch ein Gesetz des englischen Parlamentes der Freibrief für das königliche Handelsmonopol entzogen wurde. Eigentum und Rechte der RAC wurden 1751 der im Jahr zuvor neugegründeten Company of Merchants trading to Africa übertragen.

### Faktoreien der RAC
- Gambia

James Island (Fort James) (1664–1702, ab 1721)
- Sierra Leone

im Sherbro-Gebiet (hier englische Präsenz bereits vor 1618, ab 1682 auf der Insel York)
auf der Bunce Island (ab 1672)
auf der Insel Tasso (ab 1680)
- Goldküste

Cape Coast Castle (ab 1664), Dixcove (ab 1684, erneut ab 1691), Sekondi (ab 1680), Kommendah (1663–1682, ab 1695), Anomabu (Annamaboe) (ab 1679), Adja (Adra) (ab 1674), Kormantin (Saltpond) (erneut 1782–1785), Tantamkweri (ab 1725), Winneba (bis 1812), Shido (ab 1690), (Klein-)Accra (ab 1672), Pram-Pram (ab 1740)
- Sklavenküste

Offra/Jakin (ab 1678, 1682 nach Whydah verlegt), Whydah (ab 1682, Fort Williams ab 1702), Badagri (bis 1784), Abeokuta (?), Lagos (?)

## Sonstiges

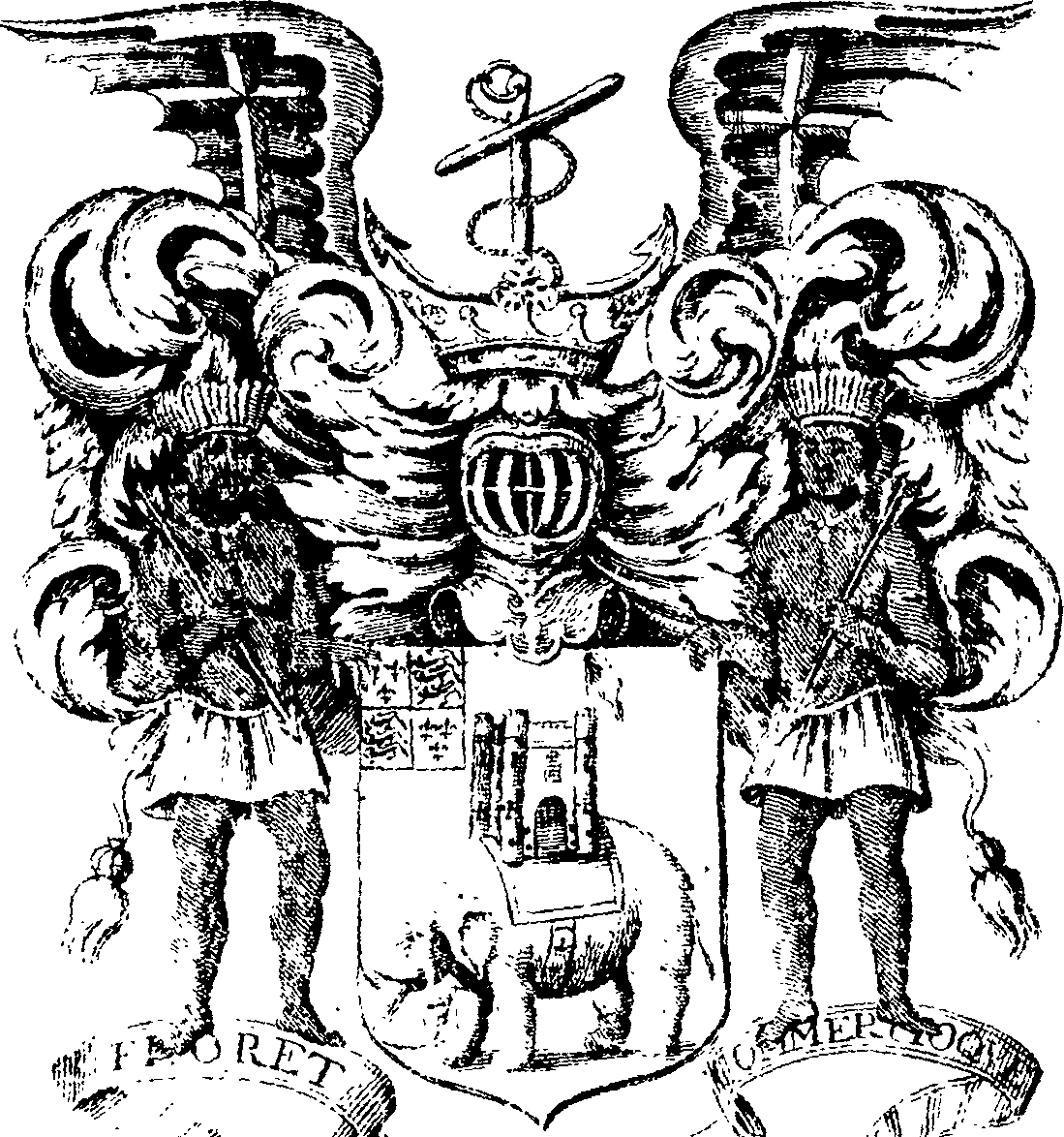
Logo der Royal African Company (1705)

Das Logo der RAC wurde durch einen Elefanten und eine Burg dargestellt.
Das Gold der von der Royal Mint (Königlich Englischen Münzeprägeanstalt) geprägten Goldmünzen stammte zum größten Teil von der westafrikanischen Guineaküste und hier vornehmlich von der Goldküste, ein kleiner Teil wurde aber auch an der Gambiamündung erhalten. Eine der in England geprägten Goldmünzen wurde daher auch Guinee genannt und zeigte Elefanten unter der Büste des Königs bzw. der Königin.

## Gesellschafter
weitere bekannte Teilhaber und Zehnprozenthändler:
- James Brydges, Duke of Chandos[10]
- Thomas Corker
- Robert Holmes
- Edward Colston
- John Locke[11]
- Mitglieder der Stuart-Familie, darunter Maria II. (England)[12].
- Wilhelm III. (Oranien) erhielt 1689 von Edward Colston £1,000-Anteile der Royal African Company und war Gouverneur der Kompagnie[13].

### Weitere Teilhaber
- Georg Friedrich Händel[14].